# Прва лига Исланда у фудбалу
Прва лига Исланда у фудбалу (исл. Besta deild karla) је прва фудбалска лига на Исланду. Највише титула до сада освојио је Рејкјавик (27).

## Систем такмичења
Због јаких зима, фудбал на Исланду игра се од маја до септембра. Лига има 12 клубова. Игра се двокружно, 22 кола. Првопласирани клуб обезбеђује место у другом колу квалификација за УЕФА Лигу шампиона, док другопласирани и трећепласирани клуб играју у првом колу квалификација за УЕФА лигу Европе. На крају сваке године два последња тима испадају у другу лигу.

## Клубови у сезони 2012.
| Клуб          | сезона 2011              |
| ------------- | ------------------------ |
| Рејкјавик     | 1                        |
| Хафнарфјордур | 2                        |
| Вестманаеја   | 3                        |
| Стјарнан      | 4                        |
| Валур         | 5                        |
| Брејдаблик    | 6                        |
| Филкир        | 7                        |
| Кефлавик      | 8                        |
| Фрам          | 9                        |
| Гриндавик     | 10                       |
| Акранес       | 1. у Другој лиги Исланда |
| Селфос        | 2. у Другој лиги Исланда |

## Шампиони
| - 1912 — Рејкјавик - 1913 — Фрам - 1914 — Фрам - 1915 — Фрам - 1916 — Фрам - 1917 — Фрам - 1918 — Фрам - 1919 — Рејкјавик - 1920 — Викингур - 1921 — Фрам - 1922 — Фрам - 1923 — Фрам - 1924 — Викингур - 1925 — Фрам - 1926 — Рејкјавик - 1927 — Рејкјавик - 1928 — Рејкјавик - 1929 — Рејкјавик - 1930 — Валур - 1931 — Рејкјавик - 1932 — Рејкјавик - 1933 — Валур - 1934 — Рејкјавик - 1935 — Валур - 1936 — Валур - 1937 — Валур - 1938 — Валур - 1939 — Фрам | - 1940 — Валур - 1941 — Рејкјавик - 1942 — Валур - 1943 — Валур - 1944 — Валур - 1945 — Валур - 1946 — Фрам - 1947 — Фрам - 1948 — Рејкјавик - 1949 — Рејкјавик - 1950 — Рејкјавик - 1951 — Акранес - 1952 — Рејкјавик - 1953 — Акранес - 1954 — Акранес - 1955 — Рејкјавик - 1956 — Валур - 1957 — Акранес - 1958 — Акранес - 1959 — Рејкјавик - 1960 — Акранес - 1961 — Рејкјавик - 1962 — Фрам - 1963 — Рејкјавик - 1964 — Кефлавик - 1965 — Рејкјавик - 1966 — Валур - 1967 — Валур | - 1968 — Рејкјавик - 1969 — Кефлавик - 1970 — Акранес - 1971 — Кефлавик - 1972 — Фрам - 1973 — Кефлавик - 1974 — Акранес - 1975 — Акранес - 1976 — Валур - 1977 — Акранес - 1978 — Валур - 1979 — Вестманаеја - 1980 — Валур - 1981 — Викингур - 1982 — Викингур - 1983 — Акранес - 1984 — Акранес - 1985 — Валур - 1986 — Фрам - 1987 — Валур - 1988 — Фрам - 1989 — Акирејри - 1990 — Фрам - 1991 — Викингур - 1992 — Акранес - 1993 — Акранес - 1994 — Акранес - 1995 — Акранес | - 1996 — Акранес - 1997 — Вестманаеја - 1998 — Вестманаеја - 1999 — Рејкјавик - 2000 — Рејкјавик - 2001 — Акранес - 2002 — Рејкјавик - 2003 — Рејкјавик - 2004 — Хафнарфјордур - 2005 — Хафнарфјордур - 2006 — Хафнарфјордур - 2007 — Валур - 2008 — Хафнарфјордур - 2009 — Хафнарфјордур - 2010 — Брејдаблик - 2011 — Рејкјавик - 2012 — Хафнарфјордур - 2013 — Рејкјавик - 2014 — Стјарнан - 2015 — Хафнарфјордур - 2016 — Хафнарфјордур - 2017 — Валур - 2018 — Валур - 2019 — Рејкјавик - 2020 — Валур - 2021 — Викингур - 2022 — Брејдаблик |

## Успешност клубова
| Клуб          | Број титула | Прва титула | Последња титула |
| ------------- | ----------- | ----------- | --------------- |
| Рејкјавик     | 27          | 1912        | 2019            |
| Валур         | 23          | 1930        | 2020            |
| Акранес       | 18          | 1951        | 2001            |
| Фрам          | 18          | 1913        | 1990            |
| Хафнарфјордур | 8           | 2004        | 2016            |
| Викингур      | 6           | 1920        | 2021            |
| Кефлавик      | 4           | 1964        | 1973            |
| Вестманаеја   | 3           | 1979        | 1998            |
| Брејдаблик    | 2           | 2010        | 2022            |
| Акирејри      | 1           | 1989        | 1989            |
| Стјарнан      | 1           | 2014        | 2014            |